# Live streaming shopping
Hay muchas marcas que utilizan live streaming shopping para promocionar y vender los productos mediante directos en plataformas digitales. A menudo, se colabora con influencers. 
Con este tipo de ventas, se pretende proporcionar a los consumidores una experiencia interactiva e inmersiva, pues estos pueden hacer preguntas y comprar productos durante el directo.
Tienen su origen en el gigante asiático. En 2016 Alibaba disponía de elementos de streaming shopping.

## Terminología y fenómenos
El live streaming es un tipo de streaming que permite transmitir y recibir un contenido determinado mientras el evento está teniendo lugar. Se trata de un evento seguido por consumidores que se conectan desde distintas ubicaciones en el que se presenta en vivo un producto.[cita requerida]
El livestream shopping consiste en directos en plataformas digitales (eCommerce) o redes sociales (Facebook, Instagram, etc) en el que un influencer promociona un producto o una marca. Mientras el influencer hace la promoción, los asistentes al livestram pueden hacer preguntas en directo, chatear o comprar productos de la tienda. De este modo, el "shopping" pasa del mundo físico al digital.
El objetivo es conseguir que los consumidores estén completamente sumergidos en la venta en vivo que tiene lugar en la otra punta del mundo, sin necesidad de estar presente físicamente.
Además, a este fenómeno también se le denomina:
- shopstream
- livestream ecommerce

## Shopping en la sociedad contemporánea

### Influecer y su rol contemporáneo
Internet ha tenido un  importante impacto en distintos ámbitos, entre los que se encuentran la comunicación y el consumo. Es considerado uno de los medios más influyentes y un elemento clave en la globalización .
La llegada de las redes sociales ha cambiado el comportameinto de los consumidores, pues ha permitido conectar a los usuarios, que no solo se convierten en consumidores, sino también en productores.
En este contexto, el concepto de emarketing o de marketing digital se ha ido abriendo camino gracias a la aplicación de conceptos de marketing con tecnología de Internet. Esta nueva forma de marketing permite identificar a un objetivo más preciso, adaptar la experiencia de cada usuario y hacerla más dinámica. La segmentación es una herramienta muy útil para identificar a un objetivo más preciso, adapta la experiencia de cada usuario y la hace más dinámica. La segmentación es una herramienta muy útil para llegar a clientes objetivo que, gracias a Internet, cada vez están mejor informados y, en consecuencia, son más difíciles de captar en los medios de comunicación tradicionales.
Las redes sociales han transformado la comunicación, pues han permitido que, gracias a los mensajes, las fotos y los vídeos, los usuarios puedan realizar interacciones con otros miembros de la comunidad. Todo ello se produce en tiempo real y puede tener lugar desde casi cualquier punto del planeta. Este entorno permite al consumidor crear y compartir contenidos creativos, informativos y divertidos. Por lo tanto, los medios de comunicación online ofrecen una oportunidad para que las empresas alcancen nuevos mercados y cumplan con distintos objetivos de los clientes.
El concepto del marketing digital se divide en numerosas categorías, entre las que se incluyen en marketing de influencers. Las celebridades siempre han dado su imagen para la promoción de contenidos o para atraer la atención sobre la marca. En el marketing de influencers, sin embargo, las caras conocidas son escogidas del mundo de las rede sociales que, gracias a su conocimiento, su personalidad o habilidades pueden convertirse en líderes de opinión. Sin duda, esto tiene una influencia clara en las decisiones de compra de los consumidores. .
Los consumidores tienden a percibir los mensajes anunciados por los influencers como más fiables y convincentes que la publicidad convencional, lo que garantiza un mayor retorno de la inversión (ROI) para las empresas. De hecho, el marketing de influencers se basa en la confianza que los consumidores ponen en estos cuando anuncian un producto, marca, servicio o evento.

### Impulso durante la pandemia
La pandemia del Covid-19 y los confinamientos consecuentes tuvieron un impacto significativo en el uso de las redes sociales y en el consumo asociado a estas. En la pandemia, se consumió sobre todo contenido efímero. Muchos especialistas en marketing aprovecharon este hecho para llegar y conectarse con los consumidores.
Desde entonces, las marcas, están intentando adaptarse a este cambio decisivo. En China, desde que el comercio en directo tuvo un importante impulso durante la pandemia, los consumidores han encontrado en las compras en directo una importante experiencia interactiva.

## Valor y volumen
Según Alibaba, el mayor minorista en línea de China, el valor de las ventas de su negocio de comercio de transmisión en vivo durante el Festival de Compras del Día del Soltero alcanzó unos 20.000 millones de yuanes (unos 3 millones de dólares) en noviembre de 2019.
En 2020, el número de consumidores de streaming en directo en China alcanzó los 526 millones. Además, la rivalidad no solo se dio entre ecommerces de livestreaming, sino también entre influencers en las redes sociales (como Tik Tok).
Las compras en directo representan un puente entre el entretenimiento y las compras en línea, por lo que este fenómeno tiene el enorme potencial de convertirse en la nueva norma del comercio electrónico en la República Popular China.